# 2009 na ciência

## Eventos
- É fundado o Projeto Andar de Novo.[1]

## Nascimentos
| Data | Nome | Profissão | Nacionalidade | Observações | Ref |
| ---- | ---- | --------- | ------------- | ----------- | --- |

## Mortes
| Data         | Nome                | Profissão                     | Nacionalidade | Observações | Ref   |
| ------------ | ------------------- | ----------------------------- | ------------- | --- | ----- |
| 2 de janeiro | Olgierd Zienkiewicz | matemático e engenheiro civil | Reino Unido   | n. 1921 Medalha Worcester Reed Warner 1980 Medalha Nathan M. Newmark 1980 Medalha Carl Friedrich Gauß 1987 Medalha Real 1990 Medalha de Ouro do IStructE 1991 Medalha Timoshenko 1998 Medalha Príncipe Filipe 2006 | [ 2 ] |

## Prémios

### Prémio Fermat
- Elon Lindenstrauss[3] e Cédric Villani[3]